# Primera División 1905 (Uruguay)
Het seizoen 1905 van de Primera División was het vijfde seizoen van de hoogste Uruguayaanse voetbalcompetitie, georganiseerd door de Liga Uruguaya de Football. De Primera División was een amateurcompetitie, pas vanaf 1932 werd het een professionele competitie. Dit was het eerste seizoen sinds 1903; in 1904 werd er geen Primera División gespeeld vanwege de Uruguayaanse burgeroolog.

## Teams
Er namen vijf ploegen deel aan de Primera División tijdens het seizoen 1905. Van de zeven ploegen die in 1903 meededen bestonden Uruguay Athletic Club en Triunfo FC niet meer. Deutscher FK heette vanaf dit seizoen SC Teutonia
| Club                                 | Stad       | Stadion                | Vorig seizoen |
| ------------------------------------ | ---------- | ---------------------- | ------------- |
| Albion FC                            | Montevideo | Paso Molino            | 5e            |
| Central Uruguay Railway Cricket Club | Montevideo | Field de Villa Peñarol | 2e            |
| Montevideo Wanderers FC              | Montevideo | Camino Millán          | 4e            |
| Club Nacional de Football            | Montevideo | Gran Parque Central    | 1e            |
| SC Teutonia                          | Montevideo | Gran Parque Central    | 3e            |

## Competitie-opzet
Alle deelnemende clubs speelden tweemaal tegen elkaar (thuis en uit). De ploeg met de meeste punten werd kampioen.
C.U.R.C.C. domineerde de competitie; ze wonnen alle wedstrijden en kregen zelf geen enkel doelpunt tegen. Sommige duels, zoals beide wedstrijden tegen Albion, werden gewonnen middels walk-over. Titelverdediger Club Nacional de Football werd tweede door de overige duels (behalve die tegen C.U.R.C.C.) te winnen. De strijd om plek drie tussen Montevideo Wanderers FC en SC Teutonia werd in het voordeel van Wanderers beslecht. Albion FC eindigde als laatste en wist geen enkel doelpunt te scoren. Zij trokken zich na dit seizoen, mede door de professionalisering van het Uruguyaanse voetbal, terug uit de Primera División.

### Kwalificatie voor internationale toernooien
Sinds 1900 werd de Copa de Competencia Chevallier Boutell (ook wel bekend als de Tie Cup) gespeeld tussen Uruguayaanse en Argentijnse clubs. De winnaar van de Copa Competencia kwalificeerde zich als Uruguayaanse deelnemer voor dit toernooi. Vanaf 1905 werd om een tweede Rioplatensische beker gespeeld, de Copa de Honor Cousenier. De winnaar van de Copa de Honor plaatste zich als Uruguayaanse deelnemer voor dit toernooi. De Copa Competencia en Copa de Honor waren allebei een officiële Copa de la Liga, maar maakten geen deel uit van de Primera División.

### Eindstand
|     | Club                      | Sp. | W | G | V | Pnt. | DV | DT | DS  |
| --- | ------------------------- | --- | - | - | - | ---- | -- | -- | --- |
| 01. | C.U.R.C.C.                | 8   | 8 | 0 | 0 | 16   | 21 | 0  | +21 |
| 2.  | Club Nacional de Football | 8   | 6 | 0 | 2 | 12   | 14 | 7  | +7  |
| 3.  | Montevideo Wanderers FC   | 8   | 3 | 1 | 4 | 7    | 7  | 9  | –2  |
| 4.  | SC Teutonia               | 8   | 2 | 1 | 5 | 5    | 6  | 18 | –12 |
| 5.  | Albion FC                 | 8   | 0 | 0 | 8 | 0    | 0  | 14 | –14 |

### Legenda
| Kleur | Kwalificatie voor                                    |
| ----- | ---------------------------------------------------- |
|       | Tie Cup 1905 (winnaar Copa Competencia)              |
|       | Copa de Honor Cousenier 1905 (winnaar Copa de Honor) |

| Winnaar Primera División 1905 |
| ----------------------------- |
| C.U.R.C.C. 3e titel           |

#### Topscorer
Aniceto Camacho van landskampioen C.U.R.C.C. werd topscorer met zes doelpunten.
| №  | Speler          | Club(s)    | Goals |
| -- | --------------- | ---------- | ----- |
| 1. | Aniceto Camacho | C.U.R.C.C. | 6     |

1900 · 1901 · 1902 · 1903 · 1904 · 1905 · 1906 · 1907 · 1908 · 1909 · 1910 · 1911 · 1912 · 1913 · 1914 · 1915 · 1916 · 1917 · 1918 · 1919 · 1920 · 1921 · 1922 · 1923 · 1924 · 1925 · 1926 · 1927 · 1928 · 1929 · 1930 · 1931 · 1932 · 1933 · 1934 · 1935 · 1936 · 1937 · 1938 · 1939 · 1940 · 1941 · 1942 · 1943 · 1944 · 1945 · 1946 · 1947 · 1948 · 1949 · 1950 · 1951 · 1952 · 1953 · 1954 · 1955 · 1956 · 1957 · 1958 · 1959 · 1960 · 1961 · 1962 · 1963 · 1964 · 1965 · 1966 · 1967 · 1968 · 1969 · 1970 · 1971 · 1972 · 1973 · 1974 · 1975 · 1976 · 1977 · 1978 · 1979 · 1980 · 1981 · 1982 · 1983 · 1984 · 1985 · 1986 · 1987 · 1988 · 1989 · 1990 · 1991 · 1992 · 1993 · 1994 · 1995 · 1996 · 1997 · 1998 · 1999 · 2000 · 2001 · 2002 · 2003 ·  2004 · 2005 · 2005/06 · 2006/07 · 2007/08 · 2008/09 · 2009/10 · 2010/11 ·  2011/12 · 2012/13 · 2013/14 · 2014/15 · 2015/16 · 2016 · 2017 · 2018 · 2019 · 2020 · 2021 · 2022 · 2023